# Костенко Володимир Миколайович
Володи́мир Микола́йович Косте́нко — старший сержант Збройних сил України.
Станом на березень 2017-го — головний сержант-командир танку, 1-ша окрема танкова бригада.

## Нагороди
За особистий внесок у зміцнення обороноздатності Української держави, мужність, самовідданість і високий професіоналізм, виявлені під час виконання військового обов'язку, та з нагоди Дня Збройних Сил України нагороджений орденом «За мужність» III ступеня (2.12.2016).